# مارتي نورتن
مارتي نورتن (بالإنجليزية: Marty Norton)‏ هو لاعب كرة قدم أمريكية أمريكي، (ولد في مينيسوتا في الولايات المتحدة 1902 – 1977 م).